# Санкт-Штефан-об-Леобен
Санкт-Штефан-об-Леобен (нем. Sankt Stefan ob Leoben) — коммуна (нем. Gemeinde) в Австрии, в федеральной земле Штирия. 
Входит в состав округа Леобен.  Население составляет 2062 человека (на 31 декабря 2005 года). Занимает площадь 78,72 км².

## Политическая ситуация
Бургомистр коммуны — Фридрих Ангерер (СДПА) по результатам выборов 2005 года.
Совет представителей коммуны (нем. Gemeinderat) состоит из 15 мест.
- СДПА занимает 10 мест.
- АНП занимает 5 мест.